# 彦根総合スポーツ公園
彦根総合スポーツ公園（ひこねそうごうスポーツこうえん）は、滋賀県彦根市にある都市公園（運動公園）である。彦根城及び金亀公園の北東に位置する。
施設は滋賀県が所有し、公益財団法人滋賀県スポーツ協会および日本管財によるS・NKグループが指定管理者として運営している。

## 概要
陸上競技場・野球場・テニスコート・プールなどを完備した敷地面積140,000m2の複合型スポーツ施設。滋賀県民の「心身の健全な発達」と「スポーツの普及と振興」を図ることを設置の理念としている。
2025年開催の第79回国民スポーツ大会（わたSHIGA輝く国スポ・障スポ）の主会場として選定されており、県により野球場以外の施設を解体の上、運動場の区域を拡大して新たに日本陸連公認第一種陸上競技場を新築している。公園全体の設計はパシフィックコンサルタンツ滋賀事務所が受注した。
元々は滋賀県立彦根総合運動場の設置および管理に関する条例（昭和44年10月1日滋賀県条例第43号）に基づくスポーツ・コンプレックスであったが、国スポに向けた陸上競技場の設置工事に合わせて都市公園として位置づけられることになり、名称も「滋賀県立彦根総合運動場」から「彦根総合スポーツ公園」に変更された。

## 歴史
- 1939年（昭和14年） - 滋賀県立彦根総合運動場（陸上競技場と野球場）を開設
- 1974年（昭和49年） - スイミングセンターを新設
- 1977年（昭和52年） - 飛込みプールを増設・陸上競技場を舗装改修・スポーツ会館を新設
- 1978年（昭和53年） - 庭球場（テニスコート）を新設
- 1979年（昭和54年） - 全国高等学校総合体育大会を開催
- 1981年（昭和56年） - 第36回国民体育大会（びわこ国体）を開催
- 1993年（平成5年） - 滋賀県立彦根球場を10,000人収容の球場に改築
- 2022年（令和4年） - 彦根総合運動場新築工事完了

## 施設

### 野球場

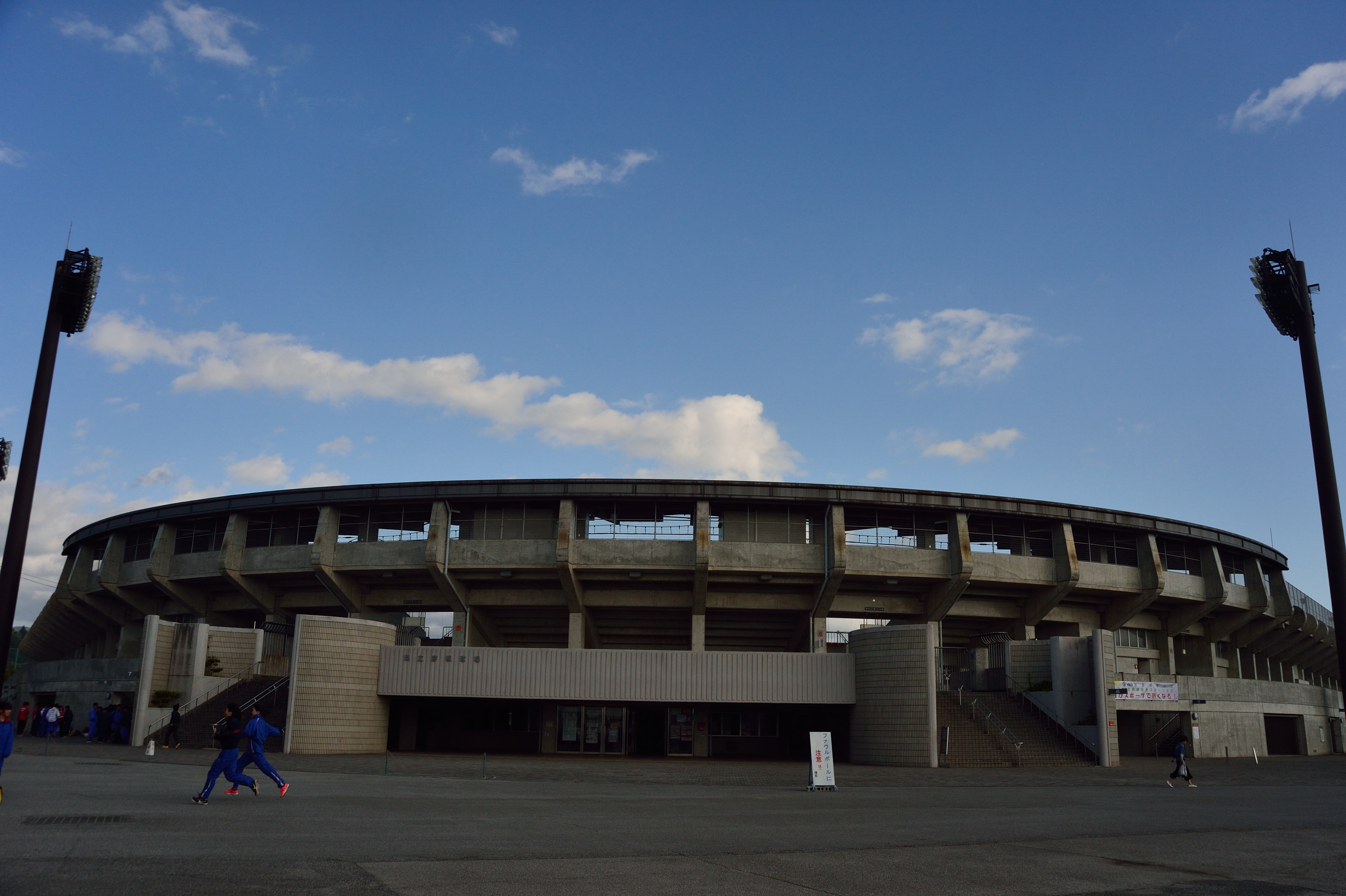
滋賀県立彦根球場

- 収容人数：10,000人（内野席6,000人、外野芝生席4,000人）
- 内野：土、外野：天然芝
- 両翼：99m、中堅：122m
- 照明塔：6基
- スコアボード：磁気反転式

皇子山球場（大津市）と共に全国高等学校野球選手権滋賀大会の会場である。また、フランチャイズ制が出来る以前、中日ドラゴンズの主管試合が開催されたことがあった（1951年は中日スタヂアムの火災による改修工事での振り替えが行われた）。
毎年8月に全日本少年軟式野球クラブチーム選抜大会（びわこカップ）　が開催されている。
かつて存在したプロ野球球団の滋賀GOブラックスが2019年から2022年まで公式戦を開催していた（滋賀GOブラックス#開催球場を参照）。
2020年9月1日にオセアンが命名権を取得し、「オセアンBCスタジアム彦根」の愛称が付けられていたが、2023年3月末で契約満了となった。2023年4月より栗東市に本社を置く運送業者のHPLが命名権を取得し、「HPLベースボールパーク」の名称となった。

#### プロ野球公式戦開催実績
2018年終了時点で16試合開催。内訳は1リーグ時代2試合、セ・リーグ9試合、パ・リーグ5試合。
- 1948年5月27日 阪急ブレーブス 2-8 南海ホークス
- 1949年8月2日 大陽ロビンス 16-2 東急フライヤーズ
- 1950年6月8日 中日ドラゴンズ 4-8 大阪タイガース
- 1951年6月9日 名古屋ドラゴンズ 2-5 大阪タイガース
- 1951年8月28日 広島カープ 3-11 松竹ロビンス、名古屋ドラゴンズ 11-3 松竹ロビンス（変則ダブルヘッダー）
- 1952年4月12日 松竹ロビンス 4-7 名古屋ドラゴンズ
- 1952年6月26日 近鉄パールス 6-2 南海ホークス
- 1953年10月7日 名古屋ドラゴンズ 6-1 大洋松竹ロビンス
- 1954年4月15日 大映スターズ 8-5 高橋ユニオンズ
- 1954年5月5日 大洋松竹ロビンス 1-2、2-9 国鉄スワローズ（ダブルヘッダー）
- 1954年6月17日 大洋松竹ロビンス 0-4 読売ジャイアンツ
- 1955年9月25日 毎日オリオンズ 1-6 大映スターズ
- 1956年5月3日 大映スターズ 2-3、1-2 東映フライヤーズ（ダブルヘッダー）

### 補助競技場
- 第3種公認陸上競技場
- トラック：400m × 8レーン
- 命名権名称：平和堂げんきっこフィールド

## かつて存在した施設

### （旧）陸上競技場
- トラック　400m×8レーン

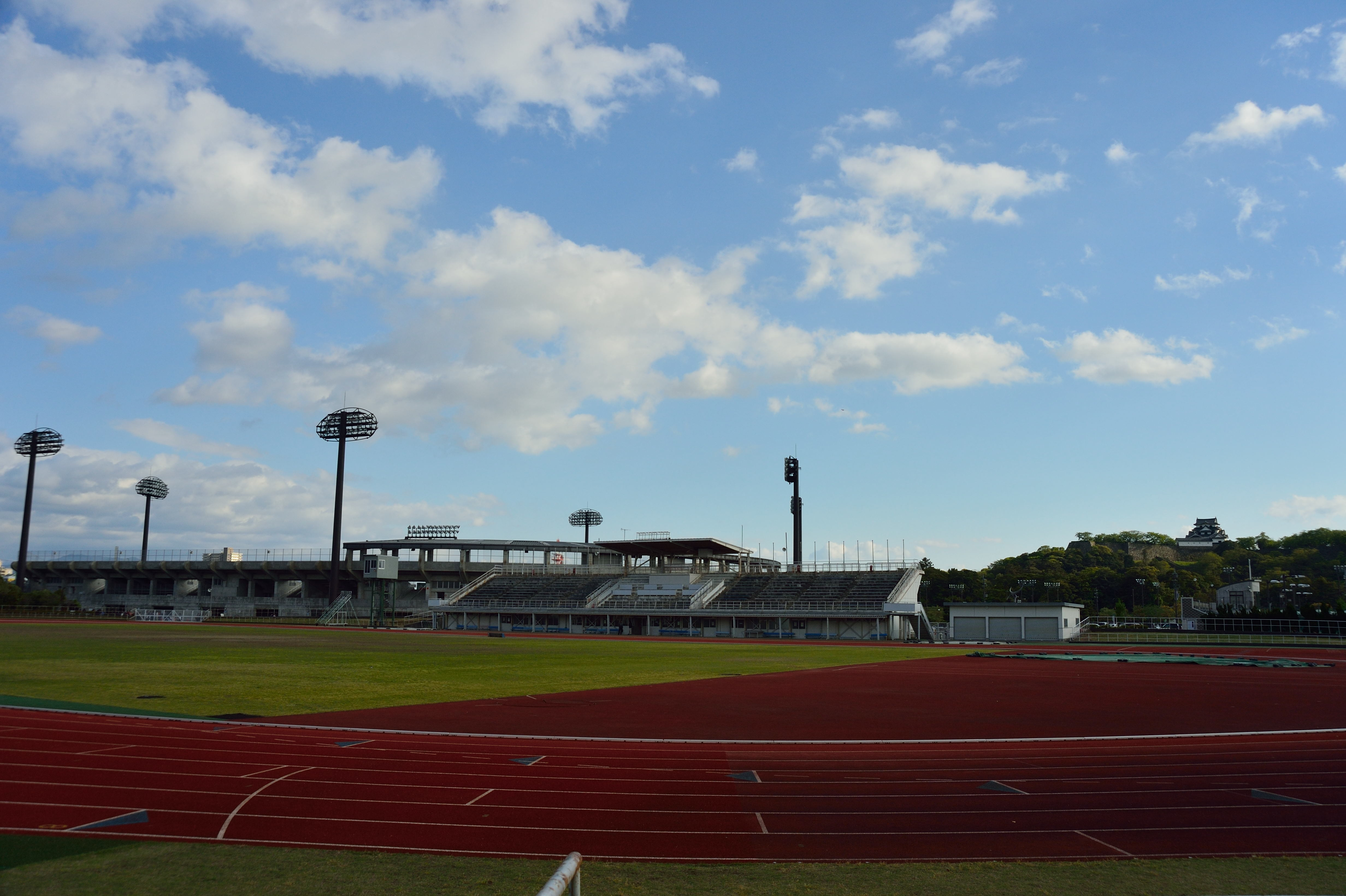
（旧）滋賀県立彦根陸上競技場

- スタンド：6,000人（メインスタンド1,100人、サブスタンド4,900人）

現在の陸上競技場とは別の施設で、彦根シティマラソンなどの陸上競技大会の会場として利用された。

### その他
- スイミングセンター
- 庭球場（テニスコート）
- スポーツ会館
- 多目的広場（グラウンド）
- 芝生広場
- 休憩広場
- シンボルゾーン

## アクセス
- JR東海道本線（琵琶湖線）・近江鉄道本線彦根駅から徒歩20分[6]
- 彦根駅より近江鉄道・湖国バス「城北・大藪線」で「松原中」下車、徒歩2分[6]
- 彦根循環線「彦根総合スポーツ公園」下車
- 彦根インターチェンジより車で約10分（3km）[7]